# アランチャ・ゴンサレス・ラヤ
アランチャ・ゴンサレス・ラヤ（スペイン語: Arancha González Laya、1969年5月22日 - ）は、スペイン・ギプスコア県サン・セバスティアン出身の法曹。出生名はマリア・アランサス・ゴンサレス・ラヤ（スペイン語: María Aránzazu González Laya）。2020年から2021年にかけて、民間人閣僚として第2次サンチェス内閣の外務・欧州連合・協力外務大臣（外務大臣）を務めた。

## 経歴
1969年にバスク地方のギプスコア県サン・セバスティアンに生まれ、ギプスコア県トローサで育った。ナバーラ州のナバーラ大学で法学を学んで卒業し、マドリードのマドリード・カルロス3世大学でEU法を学んで修士号を取得した。

### 法曹時代
まずはドイツの法律事務所に勤務した。2002年から2005年には欧州委員会で貿易に関するスポークスパーソンを務め、またパスカル・ラミー貿易担当委員のアドバイザーを務めた。2005年から2013年まで、世界貿易機関の事務局長を務めたラミーの首席補佐官を務めた。また、G20のシェルパ会合にも出席している。2013年9月、スイス・ジュネーヴにある国際貿易センターの事務局長に就任した。

### 外務大臣時代
2020年1月13日、スペイン社会労働党(PSOE)の第2次サンチェス内閣で外務・欧州連合・協力外務大臣（外務大臣）に就任した。2021年7月の内閣改造で退任。

## 人物
ゴンサレスはスペイン語・バスク語・英語・フランス語・ドイツ語・イタリア語の6言語を話すことができる。カタルーニャ独立運動については、スペインの団結や両者の対話を支持している。